# Tripteris nyikensis
Tripteris nyikensis là một loài thực vật có hoa trong họ Cúc. Loài này được (Norl.) B.Nord. miêu tả khoa học đầu tiên năm 1994.